# Anillo de núcleo cálido
Un anillo central cálido es un tipo de remolino de mesoescala que se forma y se desprende de una corriente oceánica, como la Corriente del Golfo o la Corriente de Kuroshio. El anillo es un sistema circulatorio independiente de agua tibia que puede persistir durante varios meses antes de perder su identidad distintiva. Los anillos de núcleo cálido también se forman en ciertas poderosas corrientes oceánicas, como el Kuroshio y la Corriente del Golfo. Los anillos de núcleo cálido se pueden detectar utilizando satélites infrarrojos o anomalías en la altura del mar que resultan de las aguas más frías circundantes y son fácilmente identificables contra ellas. Además, los anillos de núcleo cálido también se distinguen por sus bajos niveles de actividad biológica. Se cree que este tipo de sistema ayudó a desarrollar varios huracanes, más notablemente el huracán Katrina, en tormentas significativamente más fuertes debido a la abundancia de agua oceánica más cálida que alcanza una profundidad significativa, que a su vez alimenta e intensifica el huracán. Los anillos de núcleo cálido también son conocidos por afectar la vida silvestre, ya que tienen la capacidad de llevar la vida silvestre de aguas típicamente cálidas a áreas típicamente dominadas por aguas frías.

## Formación y Movimiento

### Formación
Los anillos de núcleo cálido se desarrollan típicamente como resultado de un fuerte meandro de la corriente oceánica. A menudo ocurren cuando un poderoso meandro en una circulación oceánica se cierra sobre sí mismo, creando un "bucle" y un sistema aislado.

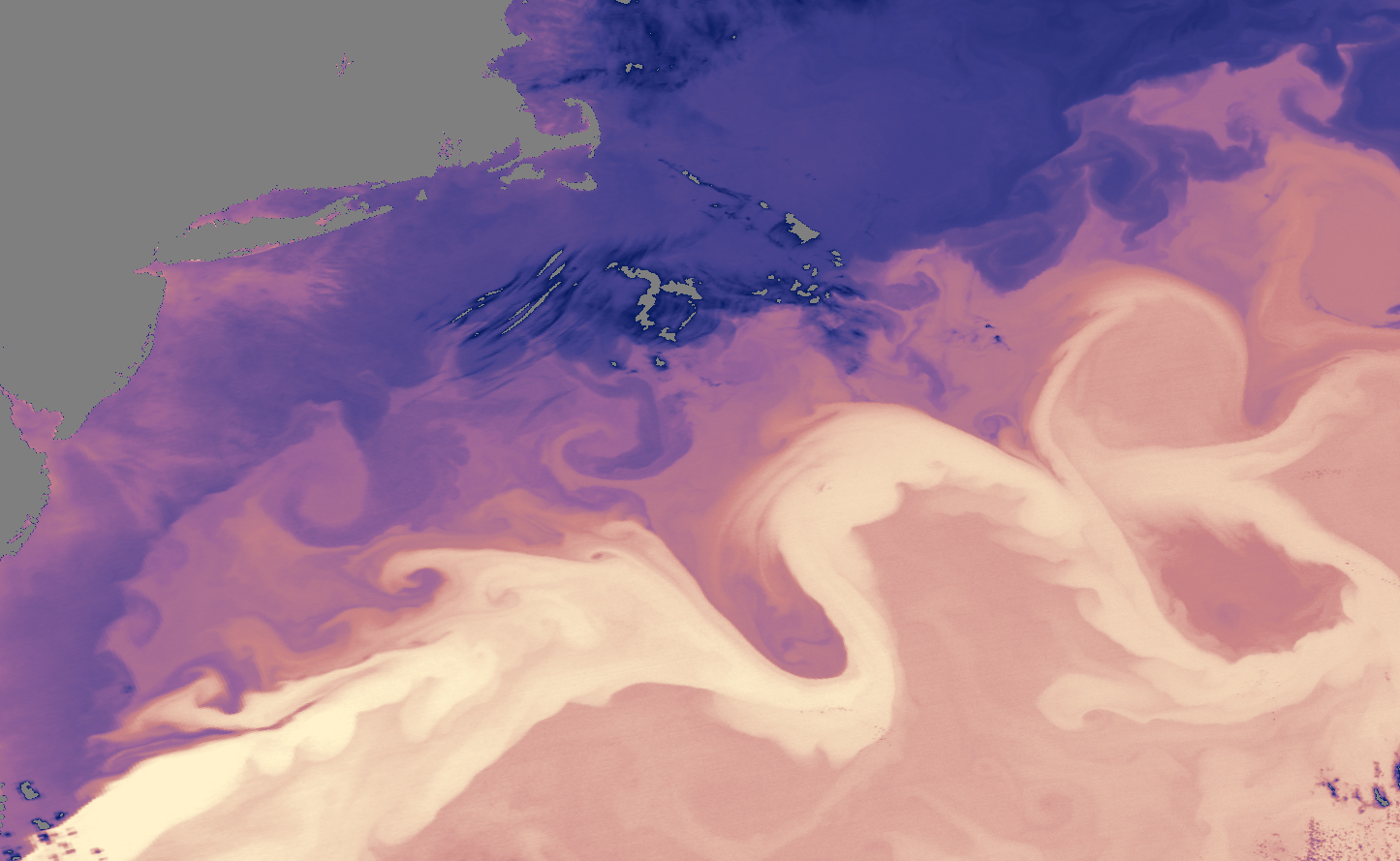
Meandros en cualquier corriente oceánica fuerte (se representa la Corriente del Golfo), cuando están cerrados pueden formar un anillo central cálido. Los anillos que se forman al norte de la corriente son anillos de núcleo cálido.

### Movimiento
Durante varios meses a un año, los anillos se moverán a una velocidad de 3-5 km/día hacia el oeste-suroeste. Debido a la orientación de la Corriente del Golfo, los anillos siempre giran en el sentido de las agujas del reloj y tienen una velocidad de rotación máxima de 1 m/s. Por lo general, los anillos de núcleo cálido no pueden moverse hacia la plataforma continental porque llegan más de 1000 metros más profundos que el fondo marino en la plataforma, aunque pueden acercarse a la plataforma.

### Disipación
Aunque los anillos del núcleo cálido pueden desintegrarse de forma independiente si se trasladan a la plataforma continental, con frecuencia son reabsorbidos por la Corriente del Golfo. La capacidad de supervivencia de los anillos de núcleo cálido puede depender de la región de formación dentro de la Corriente del Golfo, la temporada de formación en un año, la latitud de formación y su proximidad a la cadena de Montes Marinos de Nueva Inglaterra.

## Detección y Seguimiento
Los anillos de núcleo cálido se observan fácilmente en el Golfo de México o en otros lugares mediante el uso de imágenes infrarrojas de satélites meteorológicos. Dado que la temperatura del agua del océano del anillo es significativamente más alta que la de las aguas circundantes, estos anillos se muestran fácilmente en las imágenes infrarrojas. Esto, junto con modelos de movimiento de anillos, permite un seguimiento bien desarrollado de los anillos. Debido a que los anillos de núcleo cálido incluyen agua tibia a una profundidad significativa, los satélites infrarrojos pueden diferenciar la temperatura, a diferencia de los anillos de núcleo frío, que no se pueden detectar fácilmente debido al rápido calentamiento de las aguas en un anillo de núcleo frío. Los anillos de núcleo cálido también se detectan mediante anomalías en la altura de la superficie del mar. Dado que el agua caliente ocupa más espacio a medida que se expande que el agua fría, la gran cantidad de agua caliente provoca un afloramiento en la altura del mar que puede ser detectado por boyas.

## Efectos adversos

### Intensificación de huracanes
Los anillos de núcleo cálido se han relacionado con la intensificación de varios huracanes que pasan por su ubicación. Debido a que la alta temperatura de la superficie del mar, así como el agua más cálida a mayor profundidad, es el principal intensificador de un huracán, los anillos cálidos del núcleo representan un tremendo fortalecimiento de estas tormentas.
En particular, el huracán Opal pasó sobre un anillo y tuvo aumentos repentinos en la velocidad del viento de 110 millas por hora a 135 millas por hora poco antes de tocar tierra, una tendencia que también se observó en el huracán Allen y el huracán Camille. Existe evidencia de que el huracán Katrina y el huracán Rita, ambas tormentas notables que alcanzaron una intensidad de categoría 5, así como el huracán Iván, también se vieron fortalecidas por anillos de núcleo cálido.

### Efectos sobre la vida silvestre
Los anillos de núcleo cálido generalmente incluyen muchos menos especímenes biológicos que el océano circundante. Cuando los anillos se acercan a las plataformas continentales, las corrientes costeras se ven afectadas, lo que puede hacer que organismos que normalmente no estarían allí se desplacen a la plataforma. De hecho, hay informes de tortugas marinas y peces tropicales que normalmente viven en aguas mucho más cálidas que se acercan a la plataforma costera debido a las aguas cálidas y profundas de un anillo central cálido.

### Daños a la perforación costa afuera
Debido a las corrientes alrededor de los anillos centrales calientes de hasta casi 5 millas por hora, los anillos centrales calientes pueden dañar las plataformas petroleras en alta mar y aumentar el riesgo de accidentes.

## Transporte larvario
El ciclo de vida de muchas especies de peces involucra dos hábitats distintos. Los adultos viven en aguas templadas más cálidas al sur de Cape Hatteras, NC, mientras que los juveniles se encuentran en estuarios de aguas más frías al norte de Cape Hatteras. Los anillos de núcleo cálido juegan un papel importante en el transporte de larvas entre los dos hábitats. Especies como el pez azul (Pomatomus saltatrix) y el pez navaja nacarado (Xyrichtys novacula) desovan cerca del borde occidental de la Corriente del Golfo, justo al sur del cabo Hatteras. Debido a la convergencia de la Corriente del Golfo desde el sur y la corriente de agua costera más fría desde el norte, la mayor parte del agua alrededor del cabo Hatteras desemboca en la Corriente del Golfo. Las larvas liberadas cerca de esta convergencia son arrastradas hacia la Corriente del Golfo y fluyen hacia el norte. Dado que las larvas son planctónicas, no nadan hacia el centro de la Corriente del Golfo sino que permanecen cerca del borde occidental. Esto es beneficioso cuando se forman anillos centrales cálidos. Los anillos de núcleo cálido se forman cuando la cresta de un meandro se separa de la Corriente del Golfo. Cualquier larva en la cresta de los meandros queda atrapada en el anillo central cálido. Una vez que el anillo central cálido se abre camino, toma un camino hacia el suroeste hacia la costa. La interacción entre los anillos cálidos del núcleo y la plataforma continental crea un debilitamiento del anillo y permite que las larvas escapen y continúen su viaje hacia los estuarios cercanos. Los anillos de núcleo cálido formados a lo largo de los estados del noreste pueden durar entre 4 y 5 meses. Durante este tiempo, las larvas crecen de modo que, cuando llegan a los estuarios, pueden nadar alejándose del anillo central cálido hacia los estuarios.